# Saddam Hoessein
Saddam Hoessein Abdu al-Majid al-Tikriti (Arabisch: صدام حسين عبد المجيد التكريت) (Al-Auja, 28 april 1937 – Bagdad, 30 december 2006) was van 16 juli 1979 tot 9 april 2003 de vijfde (niet democratisch gekozen) president van Irak. Hij was een vooraanstaand lid van de Ba'ath-partij, die een mix van Arabisch nationalisme en Arabisch socialisme omhelsde, en speelde een belangrijke rol in de staatsgreep van 1968 die de partij aan de macht bracht.
Als vicepresident onder generaal Ahmad Hassan al-Bakr en op een moment waarop veel groepen in staat werden beschouwd om de regering omver te werpen, creëerde Saddam veiligheidstroepen waardoor hij de conflicten tussen de regering en de gewapende krachten in de hand hield. In de vroege jaren zeventig nationaliseerde Saddam olie en andere industrieën. De staatsbanken werden onder zijn controle geplaatst, waardoor het systeem uiteindelijk failliet ging. Gedurende de jaren zeventig cementeerde Saddam zijn gezag over de apparaten van de overheid. Het oliegeld hielp de Iraakse economie in een snel tempo te groeien. Machtsposities in het land werden bekleed door Arabische soennieten, een minderheid van 20% van de bevolking.
Saddam onderdrukte meerdere groeperingen, vooral sjiitische en Koerdische bewegingen die de regering omver wilden werpen, respectievelijk onafhankelijk wilden worden. Saddam behield de macht tijdens de Irak-Iranoorlog van 1980 tot 1988. In 1990 viel hij Koeweit binnen en plunderde hij dat land. Er kwam een internationale coalitie om Koeweit te bevrijden in de Golfoorlog van 1990-1991, maar die beëindigde niet Saddams bewind. Terwijl sommigen hem vereerden voor zijn agressieve houding tegen Israël, inclusief het vuren van raketten naar Israëlische doelen, werd hij alom veroordeeld om de wreedheid van zijn dictatuur.
In maart 2003 viel een coalitie van landen onder leiding van de VS en het VK Irak binnen om Saddam af te zetten, controversieel onder het vermoeden van massavernietigingswapens en banden met terroristen. Zijn Ba'ath-partij werd ontbonden en het land stapte over op een parlementair democratisch systeem. Saddam werd gevangen op 13 december 2003 en berecht onder de Iraakse interim-regering. Op 5 november 2006 werd hij in verband met de moord op 148 Iraakse sjiieten in 1982 veroordeeld tot de dood door ophanging. Het vonnis werd voltrokken op 30 december 2006.

## Jeugd
Saddam Hoessein werd in Irak geboren in het toen zeer arme dorp Al-Auja, nabij de stad Tikrit in de provincie Salah ad Din. Saddams officiële geboortedatum is 28 april 1937, maar aangezien de bevolkingsadministratie in die tijd zeer primitief was, is zijn werkelijke geboortedatum mogelijk enkele jaren eerder of later.
Zijn vader verliet het gezin voordat Saddam werd geboren. Saddam werd naar eigen zeggen mishandeld door zijn stiefvader. Hij mocht niet naar school en bracht zijn vroege jeugd als schaapherder door. Vanaf zijn tiende werd hij opgevoed door zijn xenofobe oom Khairullah Talfah, een van de weinige geletterden in Tikrit en auteur van het pamflet Drie dingen die God niet had moeten scheppen: Perzen, joden en vliegen.
Behalve door zijn oom werd de jonge Saddam tot politiek activisme geïnspireerd door Nassers panarabisme. Veel van Saddam Hoesseins latere vertrouwelingen waren familie- of stamleden uit de regio rond Tikrit.

## Politieke activiteit en opkomst
In 1957 werd Saddam lid van de Arabisch socialistische Ba'ath-partij. In hetzelfde jaar pleegde hij zijn eerste politieke moord; hij liquideerde zijn zwager, een communistische activist.
In 1959 werd Saddam Hoessein, na een mislukte poging tot liquidatie van de Iraakse premier Abdul Karim Qassem, bij verstek ter dood veroordeeld, waarna hij onderdook in het dorpje Ad-Dawr (Adwar) en vervolgens via Syrië naar Egypte vluchtte.
Een deel van zijn opleiding ontving Saddam, door bemiddeling van Nasser (met wie hij in Egypte kennis maakte), aan de rechtenfaculteit van de Universiteit van Caïro. Na de 14e Ramadanrevolutie van 8 februari 1963 keerde hij naar Irak terug.
Saddam werd na een machtswisseling gevangengezet, maar wist de gevangenis in 1967 te ontvluchten. In 1968 deed hij actief mee aan de geweldloze coup door de Ba'ath-partij. In datzelfde jaar studeerde hij af in rechten aan de Universiteit van Bagdad. Hij werd prompt benoemd tot vicevoorzitter van de Revolutionaire Commandoraad en was vanaf 1973 generaal in de krijgsmacht. Gedurende deze tijd was hij ondanks zijn zeer jonge leeftijd de werkelijke machthebber in Irak.

## Aan de macht
In 1978 brak de Iraanse Revolutie uit, die evolueerde van een brede volksopstand tot een religieus revolutionair bewind dat trachtte te appelleren aan alle moslims ter wereld. Wellicht was dit de katalysator die Saddam Hoessein ertoe bracht de macht geheel naar zich toe te trekken. In 1979 kondigde president Ahmad Hassan al-Bakr (op 65-jarige leeftijd) zijn aftreden aan, vrijwel zeker hiertoe geprest door Saddam Hoessein. Saddam kon zich nu, op 42-jarige leeftijd, zowel het voorzitterschap van de partij als het presidentschap toe-eigenen. Hierna volgde een grote zuivering van de partij, waarbij Saddam Hoessein de namen van personen op televisie opnoemde, waarna ze door veiligheidsbeambten de zaal uit werden geleid, waarschijnlijk gevangenschap en de dood tegemoet.
De staatsgreep van 1968 was hoogstwaarschijnlijk gesteund of goedgekeurd door de Amerikanen, die zich zorgen maakten over de Iraakse vriendschap met de Sovjet-Unie. Saddam Hoessein wist van 1968 tot 1990 beide grootmachten tegen elkaar uit te spelen. Hij onderdrukte de communistische partij in Irak, maar sloot wel een vriendschapsverdrag met de Sovjet-Unie. Verder bekritiseerde hij ook het Amerikaanse 'imperialisme', maar accepteerde wel Amerikaanse hulp in de Irak-Iranoorlog.
Saddam verkreeg de absolute macht in Irak en benoemde leden van zijn Al-Tikriticlan op bijna alle belangrijke posten in zijn regering. Hij overleefde tal van couppogingen en aanslagen. Ter consolidatie van zijn macht liet hij veel opponenten ombrengen, waaronder leden van zijn eigen familie. Een uitgebreid veiligheids- en inlichtingensysteem, de geheime politie en zeer waarschijnlijk het gebruik van dubbelgangers, hebben hem behoed voor liquidatie.
Onder zijn dictatoriale regime gebruikte hij de oliereserves om van zijn land een belangrijke regionale militaire macht te maken. Tijdens dit regime werden de Koerden, die vooral in het noorden van het land wonen, zwaar onderdrukt. In totaal werden naar schatting 200.000 Koerden vermoord door middel van conventionele en chemische wapens, alsmede dodenmarsen waarbij mensen werden uitgebuit en verhongerd.
Tegen de tijd van zijn dood waren er een paar boeken gepubliceerd onder zijn naam (hoewel zijn werkelijke bijdrage twijfelachtig was), inclusief meerdere romans. Saddam Hoessein was gehuwd met Sajida Talfah. Het echtpaar heeft drie dochters, Raghat, Rana en Chrisnia en had twee zonen. De echtgenoten van twee dochters werden vermoord door aanhangers van Saddam, nadat zij in ongenade vielen bij hun schoonvader. Beide zonen - Oedai Saddam Hoessein, die de post van minister van defensie bekleedde, en Koesai Hoessein - kwamen om in een vuurgevecht met Amerikaanse troepen in Mosoel.

## Irak-Iranoorlog
Iran vormde ondertussen nog steeds een bedreiging. In 1980 besloot Saddam Hoessein met deze dreiging af te rekenen door een oorlog tegen Iran te beginnen. Hij hoopte een aantal grenscorrecties in zijn voordeel te verkrijgen, maar bovenal wilde hij export van de Islamitische Revolutie verhinderen. Ook meende hij Iran makkelijk te kunnen verslaan nu het land na de revolutie in chaos verwikkeld was. Formeel was het twistpunt de grenslocatie met betrekking tot de Sjatt al-Arab, de samenloop van de Eufraat en de Tigris naar de Perzische Golf.
Saddam Hoessein zag zich gesteund door de Arabische Golfstaten die eveneens beducht waren voor Iraanse overheersing. Ook de Verenigde Staten en andere Westerse mogendheden gaven de voorkeur aan de seculiere Saddam Hoessein boven het islamitische Iraanse bewind. Hoewel Saddam Hoessein de internationale opinie derhalve goed had ingeschat, had hij zich verkeken op de militaire situatie, met name de geografie en de wil tot verzet van Iran. Wat begon als een invasie mondde uit in een afmattende loopgravenoorlog die 8 jaar zou duren.
Saddam Hoessein werd in de oorlog materieel en politiek gesteund door de Verenigde Staten. Saddam zette in deze oorlog verschillende chemische massavernietigingswapens in (bevestigd door inspecteurs van de Verenigde Naties). De grondstoffen en blauwdrukken voor de productiefabrieken had Saddam Hoessein verkregen van het Westen, dat de aanvallen weliswaar veroordeelde, maar verder niets deed. De Arabische Golfstaten verschaften Irak leningen waarmee het op de internationale wapenmarkt tevens conventionele wapens kon kopen. Aan het eind van de oorlog stond Saddam Hoessein er feitelijk beter voor dan aan het begin. Zijn troepen hadden veel minder verliezen geleden dan die van Iran en zijn leger was sterk gemoderniseerd en tot de tanden toe bewapend. Slechts door pure mankracht had Iran zich staande kunnen houden. In 1988 kwam het ten slotte tot een wapenstilstand tussen beide landen.

## Eerste Golfoorlog
Na de Irak-Iranoorlog was Irak weliswaar goed bewapend, maar zat het economisch aan de grond. De olieprijs was echter laag en bleef laag door overproductie van Koeweit, waardoor Irak inkomsten misliep. Bovendien wilde Irak graag dat de schulden aan met name Koeweit en Saoedi-Arabië zouden worden kwijtgescholden. Deze landen wilden hier echter niets van weten. Verder beschuldigde Irak Koeweit ervan aardolie te stelen uit bronnen in het grensgebied door vanaf de Koeweitse zijde schuin naar beneden te boren. De voorwaarden voor een nieuw conflict waren aldus gelegd: Irak had dringend geld nodig om de economie te herstellen en de leningen terug te betalen, maar voelde zich hierin gefnuikt door de Arabische staten en met name Koeweit, terwijl dit laatste land door overproductie de olieprijs drukte en bovendien Iraakse olie zou stelen. Verder meende Irak een historische claim op Koeweit te hebben omdat dit in de Ottomaanse tijd deel uitmaakte van de Ottomaanse provincie Basra.
In augustus 1990 bezette Irak Koeweit in een korte invasie die twee dagen duurde. Deze keer had Saddam Hoessein de juiste militaire inschatting gemaakt (Koeweit was inderdaad militair zwak), maar een verkeerde inschatting van de internationale opinie. Hij hoopte dat de Amerikanen en andere Arabische staten de invasie wel wat over hun kant zouden laten gaan zolang de olie-export maar in stand zou blijven. Er was nu echter geen andere grote mogendheid meer om Irak te steunen en Saddam Hoessein had de internationale reactie volkomen verkeerd ingeschat. In rap tempo werd Irak economisch en diplomatiek geïsoleerd, werden import- en exportsancties opgelegd en vormde zich onder leiding van de VS een coalitie die in Saoedi-Arabië een door generaal Norman Schwarzkopf geleide invasiemacht begon op te bouwen. De enige partijen met enige sympathie voor de Iraakse zaak waren Jemen, de PLO en Jordanië. Pogingen om met deze landen een Arabisch front te vormen en de oorlog te presenteren als een Arabische oorlog tegen de Amerikaanse 'imperialisten' faalden echter.
Dit was het begin van de Golfoorlog van 1990-1991. Tijdens de oorlog vuurde Irak Scud-raketten af op Israël en Saoedi-Arabië. De bezetting werd begin 1991 met Operatie Desert Storm door geallieerde strijdkrachten onder aanvoering van de Verenigde Staten ongedaan gemaakt. Desert Storm bestond uit een 40-daagse luchtoorlog gevolgd door een grondoorlog van 100 uur. In deze oorlog werd de Iraakse luchtmacht eerst vleugellam gemaakt en werd vervolgens de (militaire) infrastructuur gebombardeerd, waarna grondtroepen de verzwakte Iraakse troepen konden overweldigen. Het werd een groot militair fiasco voor Saddam; hij werd uit Koeweit verdreven, geallieerde troepen trokken Zuid-Irak binnen en in zowel het zuiden als het Koerdische noorden kwam de bevolking in opstand.

## Sancties
Omdat de coalitie uiteindelijk weigerde mee te werken aan het omverwerpen van Saddam Hoessein, kreeg deze de kans zijn machtspositie enigszins te herstellen. Zonder steun waren de opstandelingen machteloos tegen het Iraakse leger, dat met harde hand de orde herstelde. Wel werden er no-flyzones afgekondigd waarin de Iraakse luchtmacht niet mocht opereren. De Koerden konden, nu de Iraakse luchtmacht hen niet uit de lucht kon bestoken, hierdoor in afgelegen gebieden stand houden.
Irak werd een internationale paria. Er werd een handelsembargo van de Verenigde Naties afgekondigd. Hoewel het oorspronkelijk bedoeld was als strafmaatregel wegens Saddams weigering om mee te werken met de VN op het gebied van wapeninspecties in Irak, gaven de Verenigde Staten aan de sancties te willen handhaven, zelfs al zou Saddam volledig aan de inspecties meewerken. In 1996 aanvaardde het Iraakse parlement een plan van de VN-Veiligheidsraad om Irak toe te staan een beperkte hoeveelheid aardolie te verkopen met de opbrengst waarvan iets aan de meest urgente humanitaire noden zou kunnen worden gedaan. Critici van de sancties, waaronder veel humanitaire belangengroepen, stellen dat de sancties miljoenen onnodige slachtoffers hebben geëist. Vooral het tekort aan geneesmiddelen zou veel Irakezen, en ook vooral kinderen, het leven gekost hebben. Bovendien hebben Amerikaanse en Britse troepen tussen de eerste en de tweede Golfoorlog bijna dagelijks elektriciteit- en drinkwaterinstallaties gebombardeerd. Dat leidde tot een acuut tekort aan zuiver drinkwater. Volgens hulporganisaties is het aantal misvormingen bij pasgeboren baby's, kankergevallen en andere aandoeningen spectaculair toegenomen sinds de Eerste Golfoorlog. Dat zou te wijten zijn aan het gebruik van verarmd uranium door de geallieerde troepen in 1991. Amerikanen en Britten hebben het gebruik hiervan altijd ontkend. Anderen menen dat de vele doden het gevolg zijn van Saddams onbuigzaamheid en economisch wanbeheer en stellen dat de noodzaak om Irak in bedwang te houden van meer belang is dan humanitaire overwegingen.

## Irakoorlog
De Veiligheidsraad van de VN riep Saddam in november 2002 unaniem en onder ultimatum op volledig en onvoorwaardelijk mee te werken aan wapeninspecties. In maart 2003 oordeelden de Verenigde Staten, het Verenigd Koninkrijk en een aantal bondgenoten dat Irak niet aan deze VN-oproep voldeed en openden de aanval: het begin van de Irakoorlog. Ondertussen hebben zowel de Amerikaanse als de Britse regering toegegeven dat de hoofdreden voor de oorlog, het bezit door Irak van massavernietigingswapens, berustte op foutieve informatie. Zowel de Verenigde Staten als het Verenigd Koninkrijk houden echter vol dat de oorlog - die vandaag volgens critici is ontaard in een bloedige burgeroorlog tussen sjiieten, soennieten, aanhangers van Saddam en moslimfundamentalisten (gelinkt aan Al Qaida) - nodig was en is om van Irak een democratie te maken.
Het regime was in april verslagen; Saddam werd, tot zijn plotselinge gevangenneming in december, niet meer gezien. Wel liet de televisiezender Al Arabiya enkele malen een geluidsopname horen van een man die opriep tot verzet tegen de Amerikaanse indringers. Volgens de CIA is het zeer waarschijnlijk dat het hierbij ging om de stem van Saddam Hoessein.

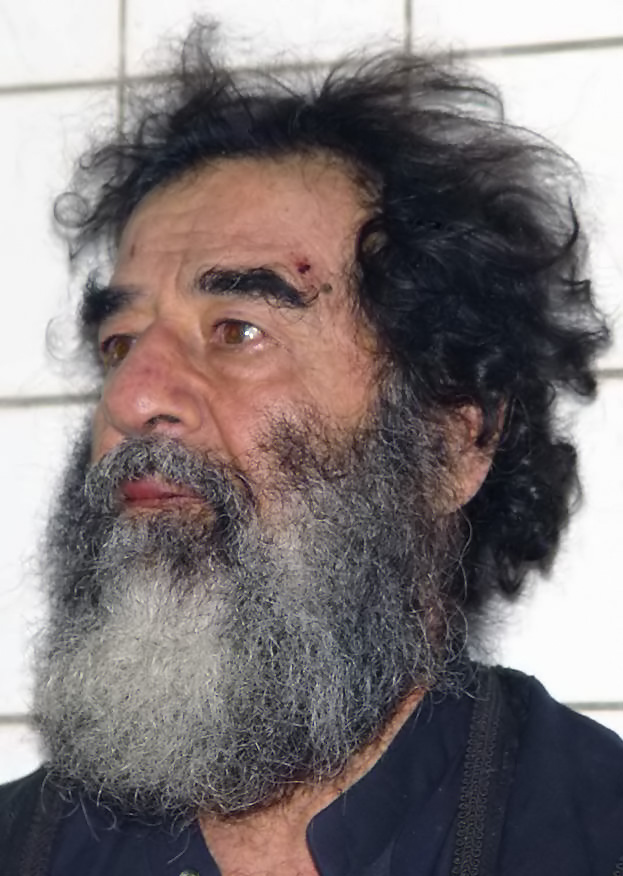
Saddam Hoessein vlak na gevangenneming

## Gevangenneming
Volgens de Amerikaanse versie van het verhaal werd Saddam Hoessein op 13 december 2003 (rond 20.00 uur) gearresteerd door Koerdische troepen van de Patriottische Unie van Koerdistan (PUK) en Amerikaanse speciale eenheden. De operatie heette Red Dawn (Rode Dageraad). Saddam werd aangetroffen in een onderaardse ruimte bij een boerderij in het dorp Ad-Dawr, 15 kilometer ten zuiden van de stad Tikrit. De toegang tot de ruimte, nauwelijks groot genoeg voor een volwassen man maar voorzien van luchtkanalen, was afgesloten door een stuk schuimrubber en afgedekt met aarde. Omdat Saddam een geweer bij zich droeg wilden de militairen een handgranaat naar binnen gooien, maar ze lieten dit achterwege toen Saddam zich bekendmaakte. Saddam Hoessein zag er onverzorgd uit, hij had zijn baard en haren laten groeien, wellicht gedwongen door zijn primitieve schuilplaats, maar waarschijnlijk ook in de hoop onherkenbaar te worden. Ondanks de door de VS uitgeloofde hoge prijs op zijn hoofd en de intensieve zoekacties, heeft Saddam zich ruim 8 maanden schuil kunnen houden.
Saddam Hoessein werd waarschijnlijk verhoord op een Amerikaans marineschip en begin 2004 teruggebracht naar Irak. Hij was krijgsgevangene van de Coalitie tot hij op 1 juli werd overgedragen aan het op 29 juni aangetreden Iraakse interimbewind.

## Proces
Op 1 juli 2004 werd Saddam voorgeleid aan het gerechtshof. Hij erkende de rechtbank niet en weigerde de aanklacht, die zeven punten bevatte, te ondertekenen. Op 19 oktober 2005 begon de rechtszitting tegen Saddam.
Hij beweerde tijdens de rechtszaak dat hij op ieder deel van zijn lichaam geslagen was. De sporen daarvan waren volgens hem nog zichtbaar.
Op 19 juni 2006 eiste de openbaar aanklager de doodstraf tegen hem en twee medeverdachten (Awad Hamed al-Bandar en Saddams halfbroer Barzan Ibrahim al-Tikriti). Zij werden aangeklaagd voor de moord op 143 inwoners van Dujail, na de mislukte aanslag op de president op 8 juli 1982.
Op 21 augustus 2006 moest Saddam zich verder verantwoorden voor de moord op bijna 100.000 Koerden, tijdens zijn Anfal-campagne. Hij moest samen met zijn halfbroer Ali Hassan al-Majid, ook wel bekend als "Ali Chemicali", voorkomen.
Uiteindelijk werd Saddam in de Dujail-zaak beschuldigd van misdaden tegen de menselijkheid en op 5 november 2006 veroordeeld tot de dood door ophanging. Ook Awad Hamed al-Bandar en Saddams halfbroer Barzan Ibrahim al-Tikriti werden tot deze straf veroordeeld. De Koerd Rizgar Mohammed Amin werd na klachten van sjiitische zijde dat hij te mild was voor de verdachte, eerder als voorzitter van het tribunaal verwijderd.
Volgens het Iraakse recht volgde een automatische beroepsprocedure op het doodvonnis.
Op 26 december 2006 werd Saddam Hoessein ook in hoger beroep ter dood veroordeeld. Daarop was geen verder beroep of gratieverlening meer mogelijk. Het doodvonnis moest volgens de Iraakse wet binnen een maand voltrokken worden.

## Executie
Op vrijdag 29 december 2006 droegen de Amerikanen Saddam over aan de Iraakse overheid. Saddam zou tot vlak voor zijn executie worden vastgehouden door de Amerikanen, een maatregel waarvoor als reden werd opgegeven dat hij niet onnodig vernederd of verminkt zou worden door de Irakezen. Veel Irakezen hadden zich ongevraagd gemeld als vrijwillige beul om persoonlijk het doodvonnis te mogen voltrekken. Uiteindelijk werden drie familieleden van slachtoffers als beulen geselecteerd. De executie vond plaats op zaterdag 30 december om 06:07 uur lokale tijd in een gevangenis in Camp Justice ("Camp Al-Adala") in de sjiitische wijk Khadimiya. De Iraakse staatstelevisie verspreidde een filmpje zonder geluid, waarop te zien was hoe Saddam door drie gemaskerde beulen naar de executieplaats gebracht werd. Saddam weigerde een zak over zijn hoofd. Een van de beulen legde eerst een das om de nek van Saddam en bracht vervolgens de strop aan. Zijn laatste woorden waren de recitatie van de sjahada. Na de ophanging werd de dood van Saddam bevestigd en werd zijn lichaam getoond, gewikkeld in een wit laken. Saddam Hoessein werd 69 jaar.
Korte tijd later echter werd er een filmpje via het internet verspreid dat met behulp van een mobiele telefoon was gemaakt. Bij dit filmpje was wel geluid. Te zien en te horen was dat Saddam zijn laatste woorden uitsprak. Ook kreeg hij verwensingen naar zijn hoofd geslingerd en schreeuwden gemaskerde beulen “Muqtada! Muqtada! Muqtada!”, waarmee ze verwezen naar Muqtada al-Sadr, een radicale sjiitische geestelijke wiens vader en oom door de geheime dienst van Saddam werden vermoord. Het filmpje was opgenomen met de mobiele telefoon van een bewaker. Volgens de Iraakse president Nouri al-Maliki is de maker van de beelden daarna opgepakt. Er zou zijn gezegd dat het verboden was om de executie te filmen. Op 9 januari 2007 kwam er nog een filmpje naar buiten, waarop te zien is hoe de hals van Saddam na de ophanging in een hoek van 90 graden is afgebogen en gescheurd.
Als getuigen van de executie waren er een dokter, een veiligheidsadviseur, een advocaat en 12 andere mensen aanwezig.
Het doodvonnis is op de eerste dag van het offerfeest voltrokken, hoewel de islam en de Iraakse wet dat verbieden. Het tijdstip van de executie is daarom bij verschillende islamitische landen in het verkeerde keelgat geschoten, bijvoorbeeld bij Saoedi-Arabië. Ook volgens Rizgar Mohammed Amin, de eerste rechter in het Dujail-proces was de voltrekking van het doodvonnis tijdens het offerfeest in strijd met de Iraakse wet.
Mouaffak al-Roubai, een lid van de Regeringsraad die bij de executie aanwezig was, zei voor de Iraakse zender Iraqia dat Saddam kalm het schavot was opgeklommen en dat hij “vastbesloten en moedig” was. “Hij heeft niet geprobeerd zich te verzetten, heeft niets gevraagd. Hij had een koran in zijn hand die hij aan iemand schonk. Zijn handen waren gebonden toen hij werd opgehangen”.
Later beweerde de Iraakse regering dat infiltranten de executie van Saddam Hoessein hadden uitgevoerd. Het Iraakse ministerie van Binnenlandse Zaken stelde dat de officieel aangestelde beulen aan de kant werden geschoven. De infiltranten zouden als doel gehad hebben een wig te drijven tussen sjiieten en soennieten.
De Amerikaanse president George Bush liet zijn goedkeuring blijken over het voltrekken van het vonnis. Mensenrechtenorganisaties Amnesty International en Human Rights Watch lieten weten het vonnis te betreuren en geven aan dat Saddam Hoessein volgens hen geen eerlijk proces gekregen heeft. Ook de Europese Unie sprak teleurstelling uit over het uitvoeren van de doodstraf.
Direct na de executie is het stoffelijk overschot van Saddam met een Amerikaanse legerhelikopter overgebracht naar zijn geboorteplaats Al-Auja bij Tikrit. Daar is hij op 31 december 2006 begraven in de buurt van zijn zonen Oedai en Koesai die in 2003 bij een vuurgevecht met de Amerikanen waren omgekomen. In januari 2014 hebben getrouwen het stoffelijk overschot weggehaald uit het graf en herbegraven op een onbekende plaats. Ze wilden daarmee voorkomen dat het in handen van Sjiieten zou vallen.

## Korte biografische chronologie
- 28 april 1937: Saddam Hoessein wordt als boerenzoon geboren in een dorpje bij Tikrit.
- 1955: Met zijn oom Khairallah Tulfah verhuist hij naar Bagdad.
- 1958: Saddam zit enkele maanden gevangen omdat hij betrokken zou zijn geweest bij een aanslag op een regeringsfunctionaris.
- 1958: Een staatsgreep van generaal Abdul Karim Qassem maakt een einde aan de monarchie.
- 1959: Saddam vlucht naar Egypte na een mislukte couppoging.
- 1963: De Ba'ath-partij grijpt de macht maar wordt na een tegencoup weer verdreven. Saddam verdwijnt twee jaar achter de tralies.
- 1968: De Ba'ath-partij komt weer aan de macht. Saddam is de tweede man na president Ahmad Hassan al-Bakr en wint geleidelijk aan invloed.
- 1979: Saddam wordt uitgeroepen tot president van Irak en opperbevelhebber van het leger.
- 1980-1988: Een jaar na de islamitische revolutie in Iran probeert Saddam gebruik te maken van de onrust in het buurland en trekt Iran binnen. Het Westen steunt Irak in de bloedige oorlog.
- 1982: Saddam ontsnapt aan een moordaanslag in het sjiitische dorp Dujail en laat 148 willekeurige inwoners uit het dorp terechtstellen.
- 16 maart 1988: Chemische aanval op het door Koerden bevolkte stadje Halabja, waardoor circa 5000 mensen omkomen.
- 2 augustus 1990: Bagdad besluit het naburige oliestaatje Koeweit binnen te vallen, maar keert de internationale gemeenschap daarmee tegen zich.
- 27 februari 1991: De geallieerde troepen verdrijven het Iraakse leger uit Koeweit. Saddam slaat daarop een opstand van sjiieten en Koerden in zijn land bloedig neer.
- 20 maart 2003: Amerikaanse en Britse troepen vallen Irak binnen onder de beschuldiging dat het regime massavernietigingswapens zou bezitten.
- 22 juli 2003 De twee zonen van Saddam, Oedai en Koesai, komen om het leven bij een vuurgevecht met Amerikaanse troepen.
- 14 december 2003: De Amerikaanse bewindvoerder in Irak Paul Bremer meldt de arrestatie van Saddam met de inmiddels legendarische woorden: "We got him!"
- 19 oktober 2005: Het proces wegens de moordpartij in Dujail begint.
- 5 november 2006: De rechter spreekt het doodvonnis uit over de voormalige Iraakse president.
- 26 december 2006: Het hooggerechtshof bevestigt de doodstraf.
- 30 december 2006: Het vonnis wordt voltrokken in Bagdad om 04:07 uur (Midden-Europese Tijd). Drie minuten daarna begint Offerfeest.

## Saddam Hoessein in fictie
- In de thriller De vuist van God van Frederick Forsyth weet Saddam Hoessein vlak voor het begin van de Golfoorlog een atoombom te ontwikkelen, die hij met een door Gerald Bull ontwikkeld superkanon wil afschieten op de coalitietroepen. Gerald Bull heeft in werkelijkheid inderdaad een dergelijk kanon voor Irak geprobeerd te ontwikkelen en werd in 1990 (waarschijnlijk door de Mossad) vermoord.
- In de tekenfilmserie South Park heeft Saddam Hoessein een homoseksuele relatie met Satan. Voornamelijk om deze reden was de serie tijdens zijn bewind verboden.